# Município de Mill Creek (condado de Coshocton, Ohio)
O município de Mill Creek (em inglês: Mill Creek Township) é um município localizado no condado de Coshocton no estado estadounidense de Ohio. No ano de 2010 tinha uma população de 932 habitantes e uma densidade populacional de 15,21 pessoas por km².

## Geografia
O município de Mill Creek encontra-se localizado nas coordenadas 40° 24′ 40″ N, 81° 51′ 02″ O. Segundo a Departamento do Censo dos Estados Unidos, o município tem uma superfície total de 61.29 km², da qual 61,29 km² correspondem a terra firme e (0 %) 0 km² é água.

## Demografia
Segundo o censo de 2010, tinha 932 pessoas residindo no município de Mill Creek. A densidade populacional era de 15,21 hab./km². Dos 932 habitantes, o município de Mill Creek estava composto pelo 98,18 % brancos, o 0,43 % eram afroamericanos, o 0,32 % eram amerindios, o 0,11 % eram de outras raças e o 0,97 % eram de uma mistura de raças. Do total da população o 1,07 % eram hispanos ou latinos de qualquer raça.